# Hyacinthella
Hyacinthella es un género con 17 especies de plantas con flores perteneciente a la subfamilia de las escilóideas dentro de las asparagáceas. Es originario del sudeste de Europa hasta Irán.

## Taxonomía
El género fue descrito por Philipp Johann Ferdinand Schur  y publicado en Oesterreichisches Botanisches Wochenblatt 6: 227. 1856.

## Especies
- Hyacinthella acutiloba K.Perss. & Wendelbo, Candollea 36: 524. 1981
- Hyacinthella atropatana (Grossh.) Mordak & Zakhar., Candollea 36: 539. 1981
- Hyacinthella campanulata K.Perss. & Wendelbo, Candollea 36: 522. 1981
- Hyacinthella dalmatica Chouard, Ann. Sci. Nat., Bot., X, 13: 295. 1931
- Hyacinthella glabrescens (Boiss.) K.Perss. & Wendelbo, Candollea 36: 520. 1981
- Hyacinthella heldreichii (Boiss.) Chouard, Bull. Mus. Natl. Hist. Nat., II, 3: 178. 1931
- Hyacinthella hispida (J.Gay) Chouard, Bull. Mus. Natl. Hist. Nat., II, 3: 178. 1931
- Hyacinthella lazulina K.Perss.& J.Perss., Nordic J. Bot. 12: 617. 1992
- Hyacinthella leucophaea (K.Koch) Schur, Oesterr. Bot. Wochenbl. 6: 227. 1856
- Hyacinthella lineata (Steud. ex Schult. & Schult.f.) Chouard, Bull. Mus. Natl. Hist. Nat., II, 3: 178. 1931
- Hyacinthella micrantha (Boiss.) Chouard, Bull. Mus. Natl. Hist. Nat., II, 3: 178. 1931
- Hyacinthella millingenii (Post) Feinbrun, Bull. Res. Council Israel, Sect. D, Bot. 10: 335. 1961
- Hyacinthella nervosa (Bertol.) Chouard, Bull. Mus. Natl. Hist. Nat., II, 3: 178. 1931
- Hyacinthella pallasiana (Steven) Losinsk. in V.L.Komarov, Fl. URSS 4: 408. 1935
- Hyacinthella persica (Boiss. & Buhse) Chouard, Bull. Mus. Natl. Hist. Nat., II, 3: 178. 1931
- Hyacinthella siirtensis B.Mathew, Kew Bull. 28: 517. 1973 publ. 1974
- Hyacinthella venusta K.Perss., New Plantsman 7: 204. 2000